# Museum in der Kulturbrauerei
Im Museum in der Kulturbrauerei am Prenzlauer Berg in Berlin zeigt die Stiftung Haus der Geschichte der Bundesrepublik Deutschland die Dauerausstellung „Alltag in der DDR“. Die Ausstellung verdeutlicht mit Objekten, Dokumenten, Film- und Tonbeispielen die Kluft zwischen Anspruch und Lebenswirklichkeit der DDR.
Der Eintritt ist frei.

## Geschichte
Bis zur Eröffnung des Museums hat es folgende Projektphasen gegeben:
Am 1. Juli 2005 hat die Stiftung Haus der Geschichte der Bundesrepublik Deutschland die Sammlung Industrielle Gestaltung übernommen. Die Prüfung des vorhandenen Zustands (Ende 2005/Anfang 2006) ergab erhebliche konservatorische Mängel bei der Unterbringung der Bestände und hatte den Umzug (April bis Juli 2007) in ein neues Depot in Berlin-Spandau zur Folge.
Dann begannen die Erfassung der Sammlungsbestände und erste Inventarisierungen.
Im Oktober 2007 wurde mit dem Fotoapparat Penti II das erste Objekt aus der Sammlung Industrielle Gestaltung in die Online-Datenbank „Suche in den Sammlungen“ eingestellt. Mit Stand April 2015 sind dort mehr als 1200 Objekte der Sammlung Industrielle Gestaltung unter dem Kürzel „SIG“ online einsehbar.
Am 29. Juli 2011 wurde für das Museum in der Kulturbrauerei der Mietvertrag unterschrieben zwischen der TLG Immobilien GmbH und der Bundesanstalt für Immobilienaufgaben. Hierauf begannen umfangreiche Sanierungsarbeiten am denkmalgeschützten Gebäude. Im Frühjahr 2012 erfolgte die Vorlage und Diskussion des Konzepts der neuen Dauerausstellung in den Gremien der Stiftung Haus der Geschichte.
Am 15. November 2013 wurde die neue Dauerausstellung „Alltag in der DDR“ im Museum in der Kulturbrauerei eröffnet.

## Lage
Das Museum in der Kulturbrauerei ist in einer ehemaligen Brauerei am Prenzlauer Berg, deren Grundstein 1842 gelegt wurde, untergebracht. Nach dem Zweiten Weltkrieg wandelte das SED-Regime die Brauerei in einen Volkseigenen Betrieb (VEB) um, der 1967 aufgrund maroder Maschinen eingestellt wurde. Dann wurden die Gebäude verschiedentlich genutzt, z. B. durch einen Möbelgroßmarkt und den legendären „Frannz Club“. 1991 wurde nach der Wiedervereinigung die Kulturbrauerei gegründet, die sich als multikulturelles Zentrum u. a. mit Theater, Kinos, Gastronomie und Veranstaltungsräumen zu einer der größten Kultureinrichtungen Berlins fortentwickelt hat. Das Museum in der Kulturbrauerei findet man dort in der Knaackstraße 97.

## Dauerausstellung
Auf 600 Quadratmetern wird das Spannungsverhältnis zwischen ideologischem Anspruch der SED-Herrschaft und ostdeutscher Alltagswirklichkeit beleuchtet. Rund 800 Originalobjekte, mehr als 200 Dokumente, Film- und Tonaufnahmen sowie biografische Berichte bilden die Basis für die Ausstellung, die in vier Themenschwerpunkte eingeteilt ist.
Im ersten Themenbereich wird die grundlegende Prägung des Alltagslebens durch die Rahmenbedingungen des SED-Staates dargestellt. Das Regime propagierte die Sowjetunion als politisches und praktisches Vorbild und berief sich ideologisch auf den Marxismus-Leninismus. Wenige unterstützten die SED, die Mehrzahl passte sich an, Widerstand und „Andersdenken“ wurden mit Überwachung und Verfolgung geahndet.
Dann wird die Aufmerksamkeit des Besuchers auf das Leben im Kollektiv gelenkt. Für die Werktätigen, aber auch in der Freizeit, waren Massenorganisationen und Arbeitskollektive Taktgeber des alltäglichen Lebens. Durch Freizeit- und Kulturprogramme ließen sie ein Gefühl der Gemeinsamkeit und des Zusammenhalts entstehen, dienten aber zugleich auch der sozialen Kontrolle.
Der dritte Themenbereich veranschaulicht den starken Gegensatz zwischen dem Versprechen der SED auf ein besseres Leben im Sozialismus und der tatsächlichen Versorgungslage. Die Versorgung mit attraktivem Wohnraum, hochwertigen Konsumgütern und Nahrungsmitteln konnte die sozialistische Zentralplanwirtschaft nicht sicherstellen. Unzulängliche Infrastruktur und zerstörte Umwelt erschwerten die Lebensbedingungen. Daneben präsentiert die Ausstellung auch Beispiele von Menschen, die sich der Mangelwirtschaft durch private Initiative und Kreativität entgegengesetzt haben.
Ein Trabi mit Dachzelt und die Datsche stehen im vierten Ausstellungsbereich als Beispiele für den Rückzug vieler Ostdeutscher ins Private, um der politischen und sozialen Kontrolle zu entfliehen. Der Mangel an Freiheit und Selbstbestimmung konnte jedoch nicht durch diese kleinen Fluchten im Alltag verdrängt werden.
Seit 2015 bietet die Stiftung einen kostenlosen Audioguide zur Ausstellung an, der als Web-App zur Verfügung gestellt wird. Der Audioguide ist auf Deutsch, Englisch, Französisch, Italienisch und Spanisch erhältlich sowie in Deutscher Gebärdensprache, in Leichter Sprache und mit Audiodeskription.

## Wechselausstellungen
Für Wechselausstellungen stehen 180 Quadratmeter zur Verfügung.
| Titel                                                      | Zeitraum                                | Sonstiges                                                          |
| ---------------------------------------------------------- | --------------------------------------- | ------------------------------------------------------------------ |
| Dig, Dag, Digedag. DDR-Comic ‘Mosaik’                      | 11. April bis 3. August 2014            | Erste Wechselausstellung                                           |
| Zeichen. Sprache ohne Worte                                | 24. September 2014 bis 12. April 2015   |                                                                    |
| Traum und Tristesse. Vom Leben in der Platte.              | 22. Mai bis 6. September 2015           | Fotografien von Harald Kirschner                                   |
| Aufbruch im Osten                                          | 25. September 2015 bis 28. Februar 2016 | Fotografien von Harald Schmitt                                     |
| Alles nach Plan? Formgestaltung in der DDR                 | 8. April 2016 bis 19. März 2017         | Objekte aus dem Bestand der Sammlung Industrielle Gestaltung       |
| Schalom. 3 Fotografen sehen Deutschland                    | 5. Mai 2017 bis 15. Oktober 2017        | Fotografien von Holger Biermann, Rafael Herlich und Benyamin Reich |
| Islam in Europa                                            | 16. November 2017 bis 8. April 2018     | Bilder des zenith Photo Award 2017                                 |
| Die 68er                                                   | 27. April 2018 bis 20. Januar 2019      | Fotografien von Ludwig Binder und Jim Rakete                       |
| Nach dem Mauerfall                                         | 14. Februar 2019 bis 6. Oktober 2019    | Daniel Biskup. Fotografien 1990–1995                               |
| Deutschland wird eins. Der Abbau der innerdeutschen Grenze | 23. Oktober 2019 bis 19. April 2020     | Fotoausstellung                                                    |
| Nahaufnahme Ostdeutschland                                 | 1. Oktober 2020 bis 5. September 2021   | Fotografien von Jürgen Hohmuth 1990–1994                           |
| Zwischenzeit 1990                                          | 29. September 2021 bis 6. März 2022     | Fotografien aus Ost-Berlin von Nelly Rau-Häring                    |
| In Arbeit.                                                 | 28. April 2022 bis 31. Juli 2022        | Probeaufbau zur neuen Dauerausstellung                             |
| Wünsch Dir Was                                             | 20. Oktober 2022 bis 19. Februar 2023   | Fotografien von Sophie Kirchner                                    |
| ZeitzeugenFragen 1989                                      | 16. März bis 21. Mai 2023               | Medieninstallation                                                 |
| … bisschen anders, aber genauso.                           | 16. März bis 21. Mai 2023               | Kubanisch-deutsche Geschichte in DDR und BRD                       |
| Niemandsland und Musterdorf                                | 7. Juni 2023 bis 14. Januar 2024        | Fotoreportagen von Bettina Flitner 1990/2014                       |